# Альбиция ленкоранская
Альби́ция ленкора́нская (лат. Albizia julibrissin) — вид деревьев рода Альбиция семейства Бобовые (Fabaceae). Используется в качестве декоративного растения в садах и парках. 
Первая часть научного названия — Albizia — происходит от имени флорентийца Филиппо дель Альбицци, который познакомил в 1745 году Европу с этим растением. Видовой эпитет julibrissin — искажённое gul-i abrisham (перс. گل ابریشم‎), что на фарси означает «шёлковый цветок» (от gul گل — «цветок», abrisham ابریشم — «шёлк»). В русскоязычной литературе встречается также под названиями константинопольская акация, шёлковый цвет, шёлковая акация, шёлковое дерево.

## Морфологическое описание

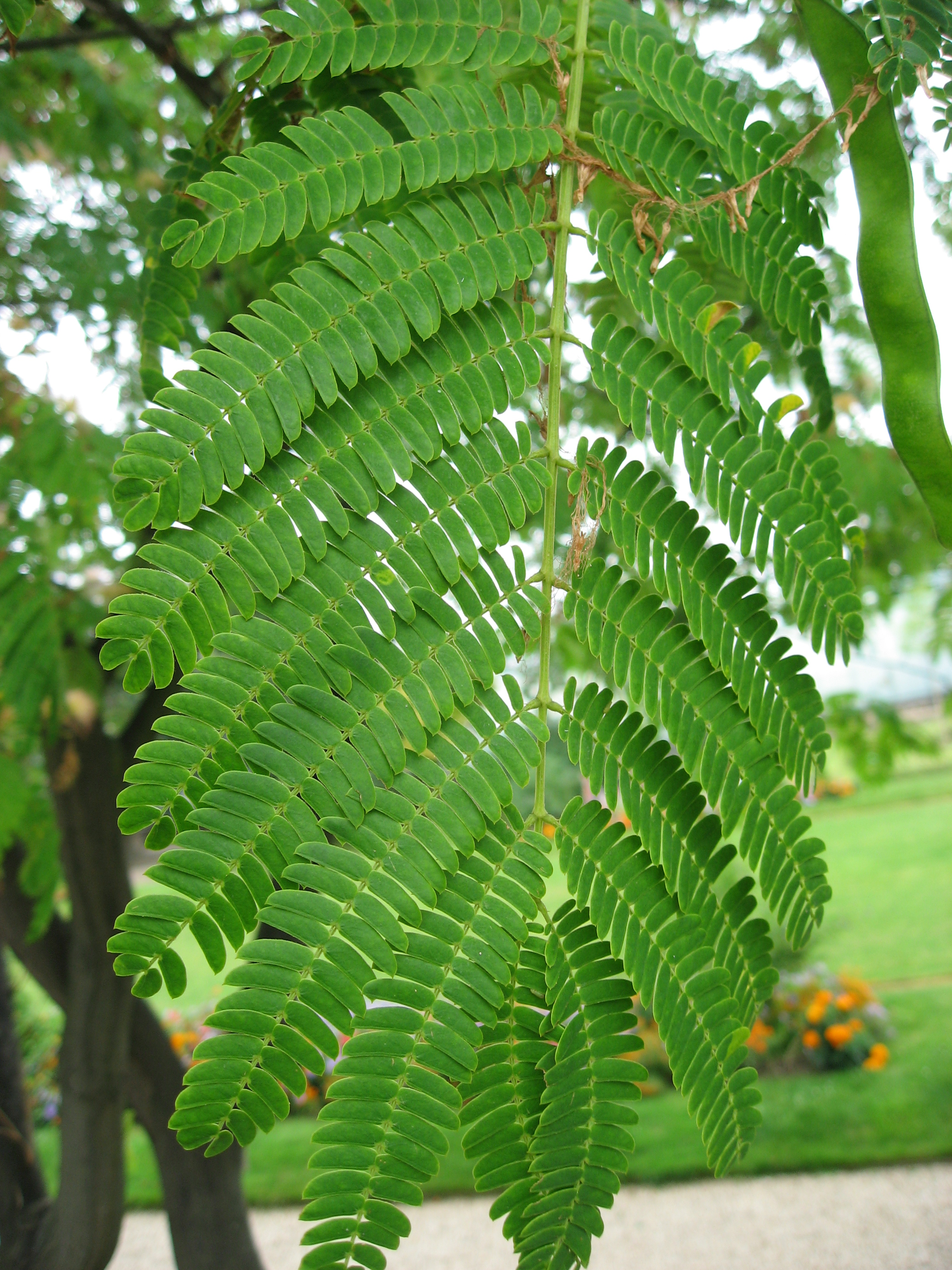
Лист альбиции ленкоранской

Высота дерева 6—9 (до 16) метров. Имеет раскидистую либо (большей частью) зонтичную, ажурную крону шириной 6—7 метров.
Листья непарно-двуперистые, ажурные, состоят из 9—15 долей, каждая из которых содержит 15—30 пар листочков, сидящих на вторичном черешке; листочки сверху тёмно-зелёные, снизу беловатые. Длина листа достигает 20 сантиметров. В жаркую погоду и на ночь листочки складываются вдоль средней жилки, а весь сложный лист поникает. На зиму альбиция сбрасывает листья.
Цветёт в мае—августе. Цветки желтовато-белые, краевые бесплодные — тычиночные, центральные обоеполые, обладают пятилучевой симметрией, собраны в щитковидные метёлки. Тычинки длинные, розового или белого цвета.
Плоды альбиции — плоские многосеменные бобы, в молодости зелёные, во взрослом состояний соломенно-жёлтого или коричневатого цвета длиной 10—20 см. Семена удлинённо овальные, плосковатые, тусклые, коричневые или бурые, 6—7 мм длиной.
Дерево растёт быстро, живёт 50—100 лет.

## Распространение и экология
Естественный ареал альбиции ленкоранской охватывает несколько регионов Азии (от Ирана до Тайваня):
- Передняя Азия: Иран, Турция, юго-восток Азербайджана.
- Восточная Азия: Китай, КНДР, Южная Корея, Япония (Хоккайдо, Хонсю, Кюсю и др.), Тайвань[4][3][9].
- Индийский субконтинент: Бутан, Индия, Непал, Пакистан.
- Юго-Восточная Азия: Мьянма[10].

На бывшей территории СССР в исконном диком виде растёт только в нижнем горном поясе (до 200 м) Талышских гор на юге Азербайджана. В посадках встречается в Крыму, особенно на Южном берегу, на юге Украины и в Молдове, а также на юге Средней Азии. Как декоративное растение альбиция ленкоранская популярна в Средиземноморье, в США, в тропической Азии. В Китае культивируется от провинций Юньнань и Фуцзянь на юге до провинций Ганьсу и Ляонин на севере. 
Без ущерба выдерживает мороз до −15…−16°C. При −18°C повреждаются молодые побеги, а при −20…−22°C страдают основные ветви кроны. При температуре −20°C более 10 дней и отсутствии снежного покрова подмерзает вся надземная часть.

## Использование
Хороший медонос. Кора альбиции использовалась для окраски в бурые и жёлтые тона шерсти и шёлка. Плотная древесина с красивым рисунком хорошо полируется. Семена данного растения применяют как корм для домашнего скота и диких животных. 
Широко используется в медицине. Употребляют отвары при бессоннице, раздражительности, одышке и потери памяти. В дополнение лекарственным свойствам цветов кора акации константинопольской издавна использовалась и продолжает использоваться в качестве сильного болеутоляющего средства, как глистогонное, мочегонное, помогает при родах. Препараты коры можно наносить непосредственно на кожу, они способствуют лечению абсцессов, заживлению ран, значительно уменьшают отёк. Выпускается жевательный экстракт, обладающий профилактическим действием, предотвращающий развитие абсцессов, поддерживающий хорошее состояние костей и связок. Экстракты альбиции имеют антидепрессантные свойства. 
Основными биоактивными компонентами данного лекарственного сырья являются, как доказано, тритерпеновые сапонины. Важную роль играют также лигнаноиды, гликозиды фенола, флавоноиды, сперминовые макроциклические алкалоиды и т. д.

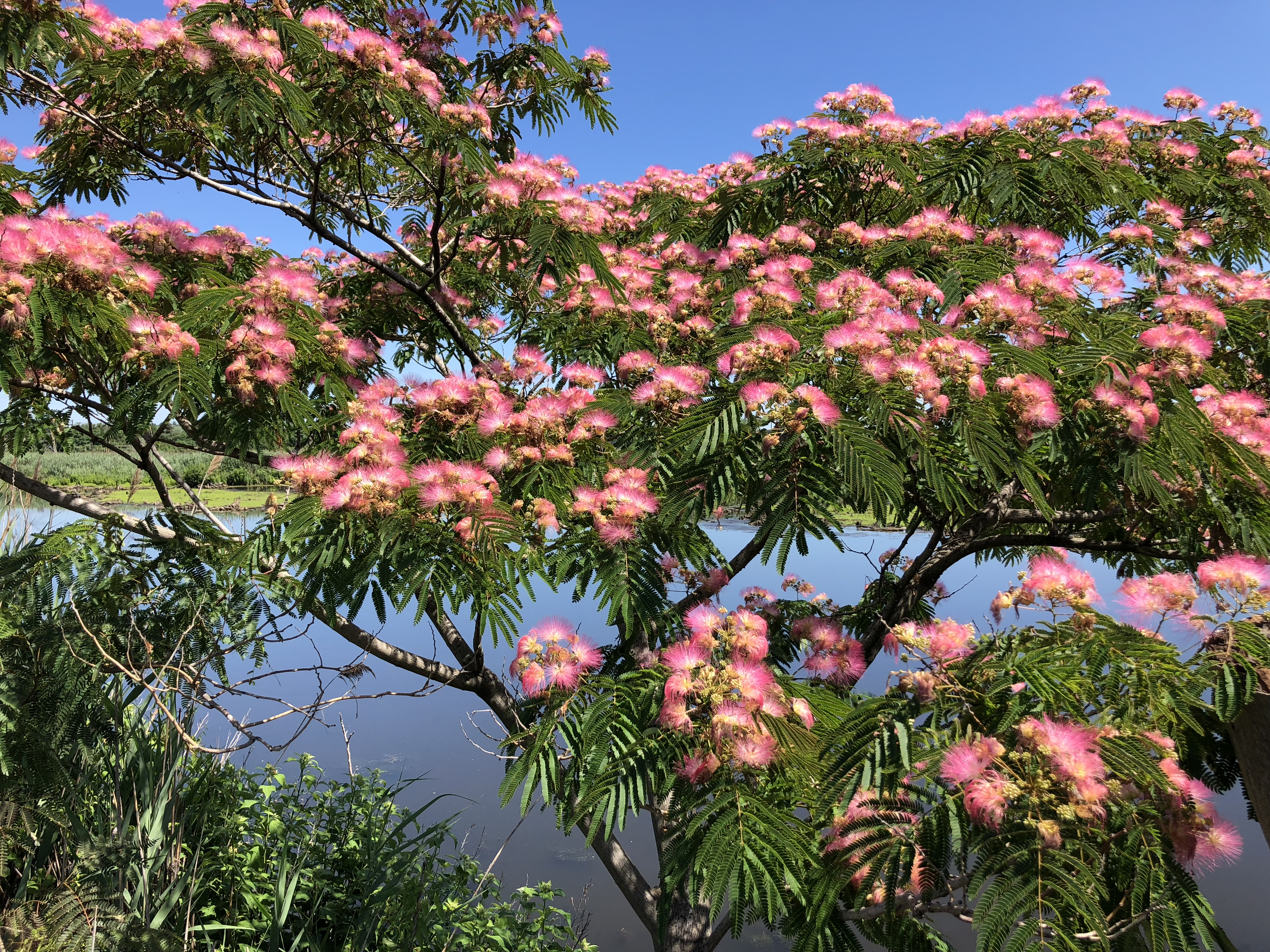
Цветущее растение в штате Нью-Джерси
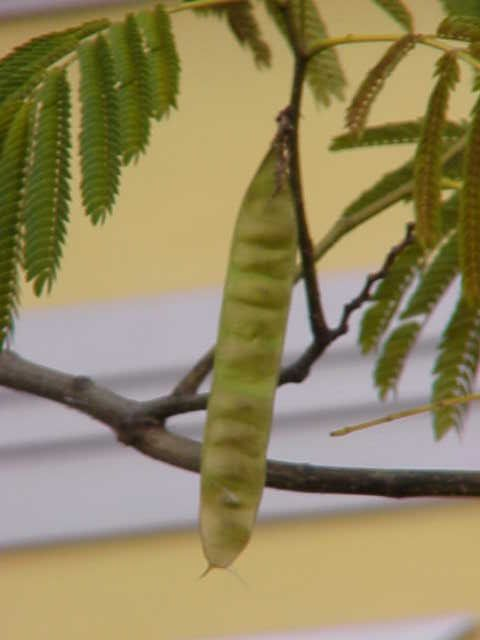
Плод альбиции ленкоранской
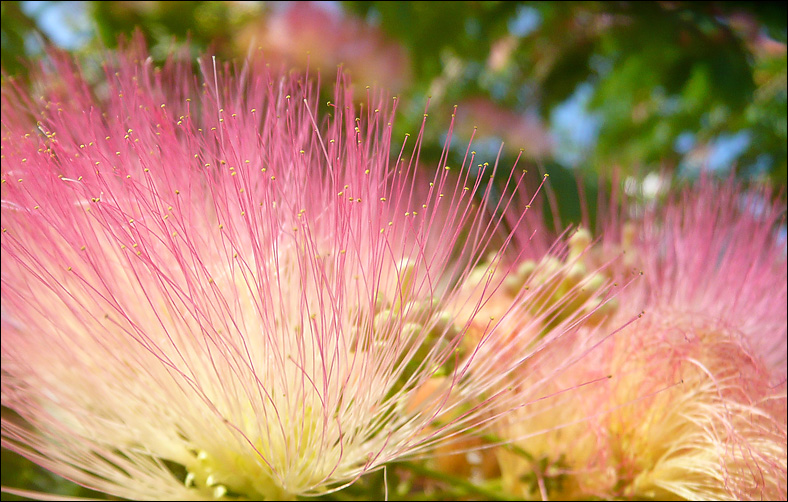
Соцветие (макросъёмка)

## Таксономия
Albizia julibrissin Durazz., Magazzino toscano 3(4): 13-14, pl. [opposite p. 1]. 1772.

### Синонимы
- Acacia julibrissin (Durazz.) Willd.
- Acacia nemu Willd.
- Albizia nemu (Willd.) Benth.
- Albizzia julibrissin Durazz. orth. var.
- Feuilleea julibrissin (Durazz.) Kuntze
- Mimosa julibrissin (Durazz.) Scop.
- Mimosa speciosa Thunb.
- Sericandra julibrissin (Durazz.) Raf.

### Разновидности
- Albizia julibrissin var. mollis (Wall.) Benth.
  - syn. Acacia mollis Wall., Albizia mollis (Wall.) Boivin
- Albizia julibrissin var. rosea (Carrière) Mouillefert
  - syn. Albizia rosea Carrière